# Pannoniai őrgrófság

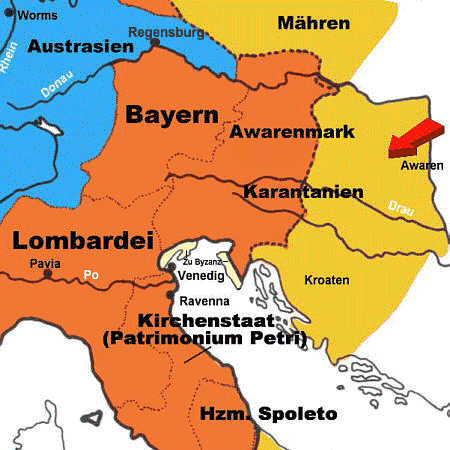
A Pannóniai Őrgrófság Nagy Károly idején, 800 körül

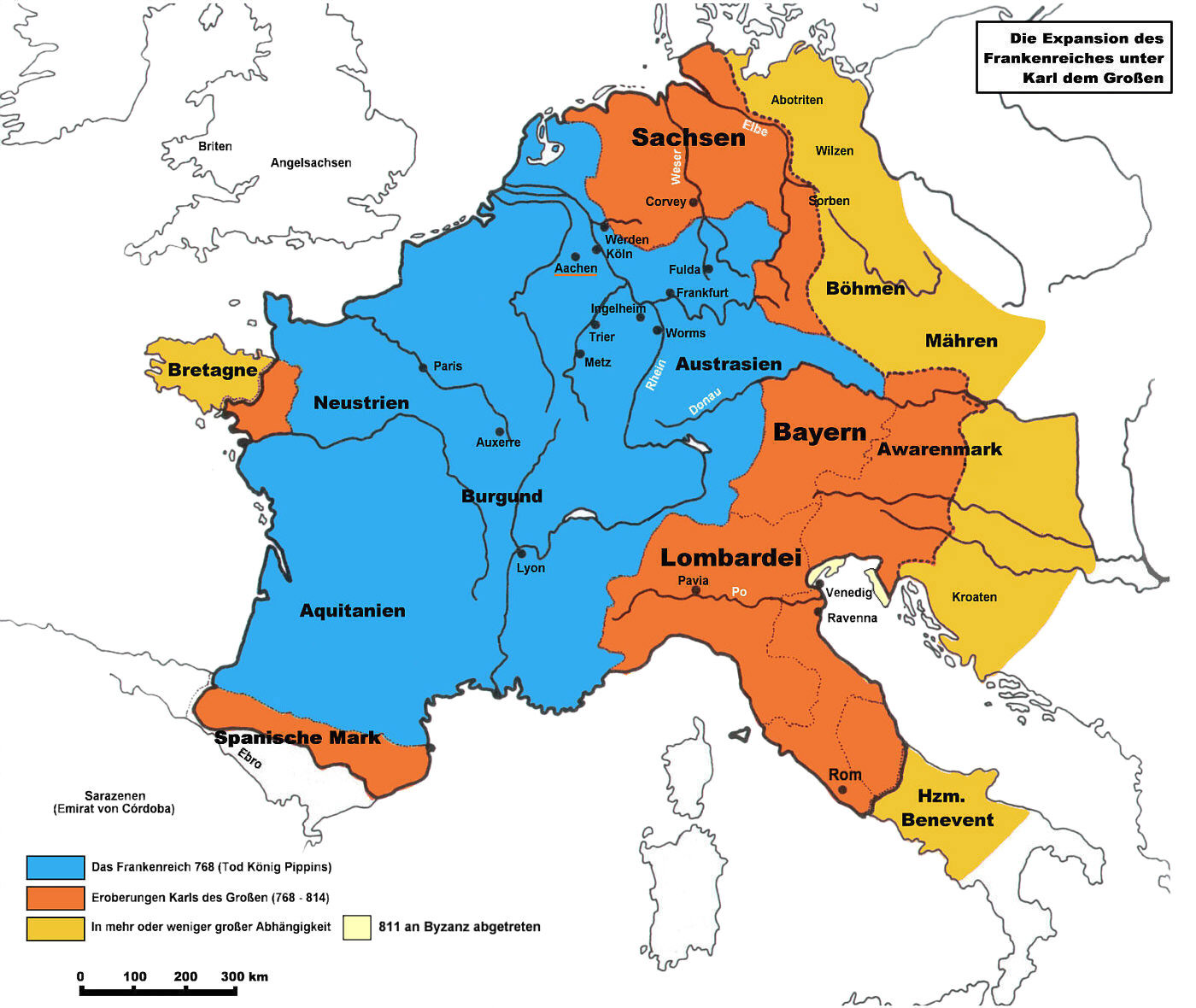
A Frank Birodalom terjeszkedése Nagy Károly idején, 768–814-ig

A Pannoniai őrgrófság a Frank Királyságban, majd a Keleti Frank Királyságban a Bajor Hercegség határtartománya volt a mai Kelet-Ausztria és Nyugat-Dunántúl területén. A 8. században és a 9. század elején említik Awarenmark, 9. században Ostmark, Ostland és marchia orientalis néven is. A magyar honfoglalás és a pozsonyi csata után megszűnt, területe részben magyar településterület, részben a gyepű része lett. Az augsburgi csata utáni időszakban a Német-római Birodalomban hasonló területen újraszervezték, mint Osztrák őrgrófságot.

## Története
A frankok az avarokkal először 562-ben Thüringiában hadakoztak. Az újjászervezett Avar Kaganátus szállásterületei a 7. század végén nyugaton az Bécsi medencéig terjedtek, azon túl az avarok lakatlan gyepű kialakítására, sőt határaik további nyugatra tolására törekedtek. A Frank Birodalom viszont kelet felé próbált terjeszkedni a Szász Hercegség és Bajor Hercegség felé, valamint hittérítők által az avarok felé is. A 770-es évektől határmenti összecsapásokra került sor a frankok és az avarok között. 788-ban a frankok bekebelezték Bajorországot, ekkor újabb határvillongásokra került sor az avarokkal. 789-től Nagy Károly már tervezte az avarok elleni háborút. 790-ben küldöttségeket küldtek egymáshoz, de 791 augusztusában megkezdődött a háború, ami 803-ig tartott. 791-ben támadtak először a frankok három irányból, de a Bécsi medencéből vissza kellett fordulniuk. 792-ben sikertelenül próbálkozott a fríz flotta délre juttatásával Károly, nem sikerült kiásatnia az első Rajna–Majna–Duna-csatornát.
795-ben fordulat következett be a háborúban. Belháború tört ki az avarok között, amelynek során megölték a kagánt és fővezérét, a jugurrust. A pannoniai részek ura, a tudun az ősszel Aachenbe utazott és valószínűleg felvette a kereszténységet. A frank–longobárd sereg 795 őszén a tudun területére, Pannóniába vonult, Friauli Erik herceg és Vojnomir vezetésével. Továbbvonulva megtámadták a kagáni székhelyet, majd a kincstár egy részével elhagyták az országot. 796 nyarán Pipin itáliai király indult a kagán székhelye ellen. A Dunánál letáborozott, majd sikerese tárgyalások után békésen átkeltek a Dunán, ahol a kagán kíséretének tagjaival, a tarkánokkal együtt behódolt neki. A kagántól kapott újabb kincseket ezután magával vitte. 797-ben azonban a tudun és pannoniai avarok fellázadtak, megölték Friauli Eriket és Gerold bajor kormányzót. 803-ig tartottak a harcok, amikor a tudun békét ajánlott, mivel Krum bolgár kán délkelet felől megtámadta a kagán országrészét, és a Dunától keletre eső avar területeket meghódította. A pannóniai avarok ekkor behódoltak.
A frankok létrehozták a meghódított területeken a Pannoniai őrgrófságot, amelynek frank grófi szervezete csak a Rábáig épült ki, azon túl az avarok és szlávok frank hűbéres, de némi belső önállósággal rendelkező Alsó-pannoniai grófsága jött létre. A különbség a keresztény térítés szempontjából is fennállt. Az őrgrófság a Passaui püspökség, a fejedelemség a Salzburgi Érsekség területéhez került.

## Őrgrófok
- Ratbod (? – 856)
- Karlmann, (856 – 863)
- II. Vilmos (? – 871)
- I. Engelschalk, (? – 871)
- Aribo, (871 – 909)
  - II. Engelschalk, I. Engelschalk fia, Aribo riválisa